# Raabeina fuscofasciata
Raabeina fuscofasciata är en insektsart som beskrevs av Irena Dworakowska 1972. Raabeina fuscofasciata ingår i släktet Raabeina och familjen dvärgstritar. Inga underarter finns listade i Catalogue of Life.